# Нижняя Таинта
Нижняя Таинта (каз. Төменгi Тайынты) — упразднённое село в Уланском районе Восточно-Казахстанской области Казахстана. Входило в состав Белогорской поселковой администрации. Код КАТО — 636245200. Ликвидировано в 2013 году.

## Население
В 1999 году население села составляло 112 человек (59 мужчин и 53 женщины). По данным переписи 2009 года в селе проживали 23 человека (13 мужчин и 10 женщин).